# Anisoplaca achyrota
Anisoplaca achyrota är en fjärilsart som beskrevs av Edward Meyrick 1886. Anisoplaca achyrota ingår i släktet Anisoplaca och familjen stävmalar. Inga underarter finns listade i Catalogue of Life.